# Energy Zürich
Energy Zürich ist der drittgrösste Schweizer Privatradiosender. Das Programm ging am 15. August 2003 auf den Frequenzen des Vorgängersenders Radio Z bzw. Hitradio Z auf Sendung. Der Sender ist die erste Radiostation in der Deutschschweiz unter der internationalen NRJ-Marke. Gemäss Mediapulse-Daten vom Januar 2024 hörten im zweiten Halbjahr 2024 täglich im Schnitt rund 206'000 Hörer den Sender (Montag bis Freitag). Dies entspricht der drittgrössten Reichweite aller Privatradiosender der Schweiz, nach Radio Pilatus und dem Stadtkonkurrenten Radio 24.

## Geschichte
Energy Zürich entstand 2003 aus dem Sender Radio Z, welcher zur Goldbach Group mit Sitz in Küsnacht ZH gehörte. Die Umbenennung erfolgte aufgrund der Beteiligung der Pariser NRJ Group am Sender. Seit demselben Jahr organisiert der Sender in Zürich die jährliche Konzertveranstaltung Energy Star Night (bis 2015 Energy Stars For Free). Am 19. April 2007 wurde bekannt, dass Ringier den Mehrheitsanteil am Sender von Goldbach Media gekauft hat.
Am 31. Oktober 2008 vergab das Eidgenössische Departement für Umwelt, Verkehr, Energie und Kommunikation (UVEK) die zweite und letzte Tranche von UKW-Radio- und Regionalfernsehkonzessionen. Bei den Konzessionen handelt es sich um eine Sendebewilligung. Im Gebiet der Agglomeration Zürich und des Kantons Glarus wurden drei Konzessionen verteilt. Von den fünf Bewerbern, darunter auch Energy Zürich, erhielten Radio 24, Radio Zürisee und Radio 1 eine Konzession. Das UVEK begründete seinen Entscheid mit der höheren journalistischen Glaubwürdigkeit von Radio 1 im Vergleich zu Energy Zürich. Zudem bevorzuge der Artikel 43 Absatz 5 des Radio- und Televisiongesetz Radio 1, da es unabhängiger sei, im Vergleich zu Energy Zürich, das zum Ringier-Verlag gehört. Als Folge des negativen Konzessionsentscheids produzierten die Schweizer Musiker Baschi, Bligg, Ritschi (von Plüsch), Seven und Stress den Protestsong „Stahn uf“. Der Song erreichte am 28. Juni 2009 Platz 1 der Schweizer Singlehitparade. Anfang Januar 2010 konnte der Radiosender schliesslich die Konzession eines anderen Bewerbers für die Region Zürich übernehmen und somit den Fortbestand sichern.
Am 9. April 2010 ging Energy Bern und am 13. Januar 2012 Energy Basel auf Sendung. Am 3. Dezember 2012 gab Energy bekannt, dass mit Energy TV ein Schweizer Musikfernsehsender lanciert wird.
Zusammen mit Ringier lancierte Energy am 2. Dezember 2013 LandLiebe Radio. Der Fokus des Programms liegt auf entspannender Musik.
Mitte 2015 löste Energy Zürich den Stadtkonkurrenten Radio 24 vom jahrzehntelange innehabenden Thron des meistgehörten Privatradios ab. Im Januar 2020 wurde bekannt, dass das Energy Zürich nach vier Jahren als Nr. 1 sich wieder hinter Radio 24 platzieren muss.

## Programm
Energy Zürich bietet ein Radioprogramm, das vor allem junge Erwachsene ansprechen soll. Die Musikauswahl konzentriert sich auf die aktuellen Hits. Neben Musik bietet Energy Zürich eine Morgenshow (Energy Mein Morgen) und eine Abendshow (Energy Downtown), Infos aus Zürich und der Region und lädt regelmässig zu Konzerten und Filmpremieren ein.
Energy Mein Morgen
Die Morgenshow auf Energy Zürich wird von Roman Kilchsperger, Fabienne Wernly, Anja Schäublin und Daniel Fanslau moderiert. Sie läuft wochentags zwischen 05:00 und 10:00 Uhr.
Energy Downtown
Das Programm zum Feierabend wird von Sascha Wanner moderiert und läuft von 15:00 bis 20:00 Uhr.

## Events
Der Sender organisiert, zusammen mit Energy Basel und Energy Bern, mehrere Events. Die Tickets für sämtliche Anlässe stehen nicht zum Verkauf, sondern werden ausschliesslich verlost.

### Energy Star Night
Die Energy Star Night ist eine Konzertveranstaltung mit nationalen und internationalen Acts, welche einmal pro Jahr im Hallenstadion Zürich vor 13‘000 Zuschauern stattfindet. Seit der Erstausgabe 2003 organisiert Energy Zürich den Anlass. Seit 2010 ist auch Energy Bern und seit 2012 Energy Basel an der Organisation beteiligt. Bis 2015 hiess die Veranstaltung Energy Stars For Free.

### Energy Air
Seit 2014 gehört Energy Air zum Event-Portfolio von Energy. Es handelt sich um eine Konzertveranstaltung mit nationalen und internationalen Acts, welche einmal pro Jahr stattfindet. Der Anlass wird von Energy Zürich, Energy Bern und Energy Basel organisiert. Die Veranstaltung findet im Herbst statt.
Zu den vertretenen Künstlern und Modelabels gehörten:
- 2014: Stade de Suisse, Bern, Moderation: Patrick Hässig, Simon Moser und Dominique Heller; Musik: Skip the Use, Steve Angello, Maxim, Family of the Year, Kodaline, Plasma, Pegasus, Bastian Baker, Lo & Leduc, Dabu Fantastic, Remady & Manu-L, Knackeboul, Kunz und Jan Oliver
- 2015: Stade de Suisse, Bern, Moderation: Patrick Hässig, Simon Moser und Dominique Heller; Musik: Nickless, Alejandro Reyes, Hecht, Greis, Müslüm, Álvaro Soler, 77 Bombay Street, Dodo, Seven, Culcha Candela, Baschi, MoTrip, Sido, Kygo, Hurts, Jasmine Thompson, Robin Thicke, Remady & Manu-L
- 2016: Stade de Suisse, Bern, Moderation: Patrick Hässig, Simon Moser und Dominique Heller; Musik: Anna Känzig, Dabu Fantastic, Bligg, Julian Perretta, LVNDSCAPE & Bolier, Manillio, Knackeboul, OneRepublic, Nena, DJ Antoine, RedOne, Filatov & Karas, Izzy Bizu, Kungs, Dua Lipa, Adrian Stern
- 2017: Stade de Suisse, Bern, Moderation: Patrick Hässig, Simon Moser und Dominique Heller; Musik: JP Cooper, Wincent Weiss, Lost Frequencies, Kodaline, Pegasus, Dimitri Vegas & Like Mike, Welshly Arms, Rudimental, Aloe Blacc, Dodo mit Dabu Fantastic und Lo & Leduc, Baba Shrimps, Michael Patrick Kelly, James Gruntz
- 2018: Stade de Suisse, Bern, Moderation: Jonathan Schächter, Simon Moser, Michel Schelker, Dominique Heller, Fabienne Wernly und Pasquale Stramandino; Musik: Hecht, Steff la Cheffe, Nico Santos, Álvaro Soler, Loco Escrito, Matt Simons, Bligg, Max Giesinger, Gavin James, Namika, Remady & Manu-L, Lo & Leduc, Averdeck, Nickless, DJ Moser und Schelker
- 2019: Stade de Suisse, Bern, Moderation: Jonathan Schächter, Simon Moser, Michel Schelker, Dominique Heller, Fabienne Wernly und Pasquale Stramandino; Musik: Adel Tawil, Hugel, Justin Jesso, Lewis Capaldi, Sido, Stress, ILiria, Dabu Fantastic, Mahmood, Loco Escrito, Aloe Blacc, Luca Hanni, Damian Lynn
- 2021: Stade de Suisse, Bern, Moderation: Jonathan Schächter, Simon Moser, Michel Schelker, Dominique Heller, Fabienne Wernly und Pasquale Stramandino; Musik: Gil Glaze, Vize, Zian, Ofenbach, Tom Gregory, Leony, Nathan Evans, Joya Marleen, Gavin James, Ray Dalton, John Newman, Zoe Wees
- 2022: Stockhorn Arena Thun: Moderation, Simon Moser, Michel Schelker; Musik: Laurell, Ilira, Craig David, Ellie Goulding, Glockenbach & ClockClock, Soolking, Kamrad, Leony, Mando Diao[12]
- 2023: Stadion Letzigrund, Zürich, Moderation: Simon Moser, Michel Schelker, Dara Masi, und Karin Bearpark; Musik: Henry Moodie, Loi, Badnaiy x Gigi, The Kolors, Passenger, Remo Forrer, Anastacia, Bastian Baker, Kamrad, Stress, Mimiks & LCone, EAZ, L Loko x Drini, James Blunt, Human x Tech, Álvaro Soler, Ray Dalton, Soolking, Pegasus, DJ Moser und Schelker
- 2024: Bernexpo-Areal, Bern, Moderation: Simon Moser, Michel Schelker, Dara Masi, Daniel Studer, Vivian Kunkler und Karin Bearpark; Musik: Remo Forrer, EAZ, Linda Elys, Manillio, Jared Lembo, Naomi Lareine, ClockClock, Iggi Kelly, Loco Escrito, Topic, Zian, Picture This, Milow, Adel Tawil, DJ Moser und Schelker

### Energy Fashion Night
Mit der Energy Fashion Night wurde 2010 der grösste Modeevent der Schweiz lanciert. Vor 6‘000 Zuschauern werden im Hallenstadion Zürich Modetrends und musikalische Unterhaltung geboten.

Energy Fashion Night Logo

Energy Fashion Night war eine jährliche Modeveranstaltung in Zürich. Sie wurde seit 2010 von Energy Zürich, Energy Bern und seit 2012 von Energy Basel organisiert. Gezeigt wird bezahlbare Mode für jedermann. Es treten jeweils nationale und internationale Models und Musiker auf. Die Tickets stehen nicht im Verkauf, sondern werden über Gewinnspiele verlost bzw. verschenkt.
Die Veranstaltung fand im Frühling statt.
Zu den vertretenen Künstlern und Modelabels gehörten:
- 2010: Hallenstadion, Zürich, Moderation: Jonathan Schächter und Viola Tami; Modelabels: Yes or No, Avant Première, PKZ/Feldpausch, s.Oliver, Beldona, Patrizia Pepe, Max Shoes; Models (Auswahl): Franziska Knuppe, Haana Paat, Linnea Hellboom, Julia Saner, Anouk Manser, Ronja Furrer; Musik: Toni Braxton, Lunik, Seven, Goldfrapp
- 2011: Hallenstadion, Zürich, Moderation: Jonathan Schächter und Collien Fernandes; Modelabels: Diesel by Blue Dog, s.Oliver, PKZ/Feldpausch, Avant-Première, Yes or No, Pepe Jeans, Sarah Baadarani; Models (Auswahl): Karolína Kurková, Laura Zurbriggen, Ronja Furrer, Julia Saner, Bianca Gubser, Lejla Hodzic; Musik: Duran Duran, Frida Gold, Caroline Chevin
- 2012: Hallenstadion, Zürich, Moderation: Jonathan Schächter und Karolína Kurková; Modelabels: Superdry, Beldona, adidas Originals, Strellson, Pepe Jeans, Yes or No, Little Black Dress; Models (Auswahl): Andrej Pejić, Hans Hatt, Raphael Hatt, Ronja Furrer, Laura Zurbriggen, Anja Leuenberger; Musik: Melanie Fiona, Tove Styrke, MIA., Bastian Baker[13]
- 2013: Hallenstadion, Zürich; Modelabels: Beldona, Navyboot by Schild, Scotch & Soda, SomySo, Alexis Mabille, Swarovski; Models (Auswahl): Nina Ardizzone, Irina Shayk, Luisa Hartema, Kerstin Cook; Musik: Texas, Icona Pop, DJ Antoine, Anna Rossinelli
- 2014: Hallenstadion, Zürich; Modelabels: Beldona, Navyboot, Scotch & Soda, Mery's Couture, Sorapol, Schild, Marc Stone, Swarovski; Models (Auswahl): Andjela Milanovic, Lais Ribeiro, Luisa Hartema, Kerstin Cook, Nina Ardizzone, Ronja Furrer, Laura Zurbriggen, Anja Leuenberger; Musik: Sophie Ellis-Bextor, Remady & Manu-L, Plasma, Camélia Jordana
- 2015: Hallenstadion, Zürich; Modelabels: Beldona, Joshua Kane, Manebo, Mery’s Couture, Ochsner Shoes, Superdry, Victim; Models (Auswahl): Vivienne Rohner, Chanel Iman, Manuela Frey, Stefanie Giesinger, Tamy Glauser, Andjela Milanovic, Chantal Kammermann, Fabian Pfenninger, Hans Hatt, Raphael Hatt; Musik: Nek, Marit Larsen, Madcon & Ray Dalton, Felix Jaehn & Jasmine Thompson, Cat Couture
- 2016: Hallenstadion, Zürich; Modelabels: Beldona, Esprit, Scotch & Soda, Steinrohner, Ta-Bou, Yves by GLOBUS, Victoria Grant; Models (Auswahl): Luisa Laemmel, Toni Garrn, Andjela Milanovic, Hans Hatt, Raphael Hatt; Musik: Matt Simons, All Saints, Feder, Jonas Blue.
- 2017: Samsung Hall, Dübendorf; Modelabels: Calzedonia, Esprit, Intimissimi, Mery's Couture, Mourjjan, stf Schweizerische Textilfachschule; Models (Auswahl): Nadine Keller, Maria Borges, Karolína Kurková, Anja Leuenberger, Vivienne Rohner, Luisa Laemmel; Musik: Martin Jensen, Melanie C, Ofenbach.
- 2018: Hallenstadion, Zürich; Modelabels: Ezgi Cinar, LYN Lingerie, s.Oliver, AD.M, stf Schweizerische Textilfachschule; Models (Auswahl): Florence Fischer, Nadine Leopold, Anja Leuenberger, Sara Leutenegger; Musik: John Newman, Lost Frequencies, Anna Känzig.

### Energy Live Session
Die Energy Live Session ist eine Konzertserie, welche mehrmals jährlich in kleineren Locations in den Städten Basel, Bern, St. Gallen, Luzern und Zürich stattfindet. Dabei treten internationale Künstler im intimen Rahmen auf. Folgende Künstler sind an einer Energy Live Session aufgetreten:
- 2009: Paolo Nutini, Sunrise Avenue, Melanie Fiona, A Fine Frenzy, Backstreet Boys
- 2010: Aura Dione, Fettes Brot, Amy Macdonald, Robert Francis, KT Tunstall, The Script
- 2011: Alain Clark, Milow, Söhne Mannheims, Caro Emerald, James Morrison, Melanie C
- 2012: Sean Paul, Silbermond, B.o.B, Rita Ora, The Baseballs
- 2013: Leslie Clio, Gin Wigmore, OneRepublic, Nek, Gentleman, Kodaline, James Blunt, Katie Melua, John Newman
- 2014: Eliza Doolittle, Adel Tawil, Milow, James Arthur
- 2015: Rea Garvey, Nothing but Thieves, Sheppard, Jack Savoretti, Sarah Connor
- 2016: Lukas Graham, Alvaro Soler, Tom Odell
- 2017: Max Giesinger, Mando Diao, Adel Tawil, Hurts
- 2018: Snow Patrol, Passenger, Gavin James
- 2019: James Morrison, Wincent Weiss, Tom Walker, James Blunt
- 2021: Nico Santos[14]
- 2022: Dabu Fantastic, Michael Patrick Kelly, ZIAN, Tom Greenan[14]
- 2023: Adel Tawil, Milky Chance, Leony
- 2024: Gavin James, Loi, Rosa Linn, Tom Walker, Nico Santos, The Kolors, Kamrad, Rea Garvey, Sarah Connor

### Energy Red Session
Die Energy Red Session ist eine Konzertserie, welche sich an ein junges, urbanes Publikum richtet und mehrmals jährlich in kleineren Locations in den Städten Basel, Bern und Zürich stattfindet. Dabei treten nationale und internationale Künstler auf. Folgende Künstler sind bisher an einer Energy Red Session aufgetreten:
- 2015: Stefanie Heinzmann, Feder und Otto Knows, MoTrip, Fettes Brot
- 2016: Glasperlenspiel, Mark Forster, DNCE
- 2017: Burak Yeter + Mosimann, Cro
- 2018: Luis Fonsi

## Verbreitung

Das Sendegebiet von Energy Zürich

Über UKW ist das Programm von Energy Zürich im Grossraum Zürich auf der Frequenz von 100,9 MHz zu empfangen. Der Sender wird zudem über DAB+, Internet, Kabel und Mobile Applikationen verbreitet.

## Weitere Hörfunksender

### DAB+ - Sender
Energy Zürich bietet nebst den Sendern von Energy Zürich, Basel und Bern auch weitere Radiosender über DAB+ an. Sie senden 24/7 ausschliesslich ein Musikprogramm und sind in der Deutschschweiz empfangbar. Zusammen haben die drei Musiksender im Sendegebiet täglich fast 237'000 Hörerinnen und Hörer (Mediapulse-Daten 2. Semester 2024, Montag – Freitag).
- Vintage Radio – die Songs deines Lebens (1960er bis 1990er – Songs)
- Schlager Radio – Fühlt sich gut an (Die besten und schönsten Schlagersongs aller Zeiten)
- Rockit Radio – Dein Rockradio (Rocksongs)

Beim DAB+ - Start von Vintage Radio und Rockit Radio im Dezember 2016 wurden auch die Sender Luna Radio, Classix Radio und Radio Del Mar aufgeschaltet. Diese drei Sender sind mittlerweile aber nicht mehr über DAB+ erreichbar. Der Sendeplatz von Radio Del Mar ging an Energy Hits, derjenigen von Luna Radio an Schlager Radio.

### Internetsender
Nebst den Musiksendern betreibt auf seinem Onlineportal rund 50 verschiedene Web-Channels mit unterschiedlichen Musikrichtungen (einige Beispiele: Energy 90s, mit den Hits aus den Neunzigern; Energy Hot, mit den Hits von morgen.; Energy Lounge, für die gemütlichen Stunden zwischendurch.).
Zusätzlich werden laufend Special-Channels zu ungewöhnlichen Ereignissen oder aussergewöhnlichen Highlights aufgeschaltet.

## Belege
1. ↑  Bakom, Radio Energy Zürich – Netzbeschrieb vom 6. Oktober 2006 (Memento vom 10. März 2016 im Internet Archive) (PDF; 567 kB)
2. ↑  Ergebnisse Radio – 2. Semester 2024. (PDF) In: mediapulse.ch. Abgerufen am 14. Januar 2025.
3. ↑  uvek.admin.ch: UVEK erteilt 14 Radio- und 7 Regional-TV-Konzessionen in den umworbenen Gebieten. admin.ch, abgerufen am 19. August 2022.
4. ↑  Konzessionsvergabe Zürich-Glarus (PDF; 152 kB)
5. ↑  Baschi, Bligg, Ritschi, Seven & Stress – Stahn uf
6. ↑  Energy kommt nach Bern (Memento vom 24. September 2015 im Internet Archive) (PDF; 187 kB), auf energy.ch
7. ↑  Energy kommt nach Basel (Memento vom 24. September 2015 im Internet Archive) (PDF; 161 kB), auf energy.ch
8. ↑  Energy, Energy steigt ins TV-Business ein: Jetzt kommt Energy TV. (Memento vom 24. September 2015 im Internet Archive) (PDF; 174 kB), auf energy.ch
9. ↑  Das Erfolgsprodukt zum Hören: Energy lanciert LandLiebe Radio. (Memento vom 24. September 2015 im Internet Archive) (PDF), auf energy.ch
10. ↑  Mediapulse: Radio 24 ist zurück auf dem Thron. Abgerufen am 11. Januar 2020 (englisch).
11. ↑  Energy Air: Grandiose Premiere mit 40'000 Zuschauern. (PDF) cdn.energy.ch, abgerufen am 19. August 2022.
12. ↑  Acts. energy.ch, abgerufen am 18. August 2022.
13. ↑  An der Energy Fashion Night 2012 (Memento vom 15. Mai 2014 im Internet Archive), auf srf.ch
14. 1 2  Bisherige Live Sessions. In: energy.ch. Abgerufen am 18. August 2022.